# 도요사카촌 (지바현 조세이군)
도요사카촌(豊栄村)은 지바현 조세이군에 일찍이 존재했던 촌이다. 현재의 조난정 북부에 해당한다.

## 역사
- 1889년 4월 1일 - 정촌제 시행에 의해 가미하부군 도요사카촌이 성립하였다.
- 1897년 4월 1일 - 도요사카촌이 폐지되어 조세이군이 되었다.
- 1955년 2월 11일 - 조난정, 니시촌, 히가시촌과 합병해, 조난정이 신설되어, 동일 도요사카촌은 폐지되었다.